# 1726 w literaturze
Wydarzenia literackie w 1726 roku.

## Nowe książki
- Jonathan Swift Podróże Guliwera